# Rivière Delorme
La rivière Delorme est un affluent de la rivière Yamaska qui coule dans Saint-Hyacinthe en Montérégie.

## Géographie
La rivière Delorme fait partie du bassin versant du lac Saint-Pierre. Elle prend sa source à la confluence de la rivière McKay et du ruisseau François-Lajoie et coule sur environ 10 km vers le nord-ouest jusqu'à sa confluence sur la rive droite de la Yamaska.

## Toponymie
Le toponyme « Rivière Delorme » a été officiellement inscrit le 5 décembre 1968 à la Commission de toponymie du Québec.